# John Campbell, 2. Duke of Argyll

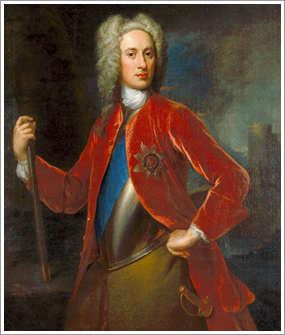
John Campbell, 2. Duke of Argyll

John Campbell, 2. Duke of Argyll und 1. Duke of Greenwich KG KT (* 10. Oktober 1680 in Petersham (London); † 4. Oktober 1743 in Sudbrooke) war ein schottischer Adliger und Feldmarschall.

## Leben
John Campbell war ein Sohn des Archibald Campbell, 1. Duke of Argyll, und dessen Gemahlin Elizabeth Tollemache. Er folgte seinem Vater 1703 als Duke of Argyll und Oberhaupt des Clan Campbell.
Von 1703 bis 1715 amtierte er als Colonel des 4th Troop of Horse Guards.
Für die Förderung und Unterstützung des Zustandekommens des Act of Union 1707, wurde ihm 1705 die Titel Earl of Greenwich und Baron Chatham verliehen. Beide Titel gehörten zur Peerage of England.
Im Spanischen Erbfolgekrieg kämpfte er für den Duke of Marlborough im britischen Heer unter anderem in der Schlacht bei Oudenaarde und der Schlacht bei Malplaquet. Während des Aufstandes der Jakobiten in Schottland 1715–1716 kommandierte er die hannoverschen Streitkräfte und es gelang ihm, die jakobitischen Truppen ohne eine Schlacht komplett aufzureiben.
1710 wurde Campbell in den Hosenbandorden aufgenommen, 1711 zum General befördert, und 1719 zum Duke of Greenwich in der Peerage of Great Britain erhoben. 1736 wurde er zum Feldmarschall ernannt.

### Familie
Er war zweimal verheiratet, zuerst 1701 mit Mary (1682–1716), Tochter des John Browne. In zweiter Ehe heiratete er 1717 Jane (1683–1767), Tochter des Thomas Warburton, mit der er fünf Töchter hatte:
- Lady Caroline Campbell (1717–1794), 1767 1. Baroness Greenwich ⚭ (1) 1742 Francis Scott, Earl of Dalkeith, Sohn des Francis Scott, 2. Duke of Buccleuch ⚭ (2) 1755 Charles Townshend (1725–1767), 1766 Schatzkanzler
- Lady Anne Campbell (um 1720–1785) ⚭ 1741 William Wentworth, 2. Earl of Strafford (1722–1791)
- Lady Jane Campbell (1723–1735)
- Lady Elizabeth Campbell (um 1722–1799) (1794) ⚭ 1749 Rt. Hon. James Stuart-Mackenzie (1719–1800), jüngerer Sohn des James Stuart, 2. Earl of Bute
- Lady Mary Campbell (1727–1811) ⚭ 1747 Edward Coke, Viscount Coke († 1753), Sohn des Thomas Coke, 1. Earl of Leicester

Da er keine männlichen Nachkommen hatte, erloschen seine englischen und britischen Titel bei seinem Tod. Als Duke of Argyll folgte ihm sein Bruder Archibald Campbell, 3. Duke of Argyll.